# Saad Ouahdi
Saad Ouahdi (* 19. Mai 1996) ist ein marokkanischer Leichtathlet, der sich auf den Hammerwurf spezialisiert hat.

## Sportliche Laufbahn
Erste internationale Erfahrungen sammelte Saad Ouahdi bei den Arabischen Meisterschaften 2019 in Kairo, bei denen er mit einer Weite von 67,15 m den vierten Platz belegte. Anschließend nahm er erstmals an den Afrikaspielen in Rabat teil und erreichte auch dort mit 65,42 m den vierten Platz. 2021 gelangte er bei den Arabischen Meisterschaften in Radès mit 65,12 m auf den vierten Platz und 2023 wurde er bei den Arabischen Meisterschaften in Marrakesch mit 60,81 m Achter.
In den Jahren 2018 und 2019 sowie 2021 und 2022 wurde Saad marokkanischer Meister im Hammerwurf.